# تلفزيون الإمارات دبي
تلفزيون الإمارات دبي هو قناة تلفزيونية تبث أرضيًا من دبي باللغة العربية تستهدف مجتمع المغتربين في الإمارات العربية المتحدة. تأسست في عام 1971، بعد خدمة كانت موجودة بين 9 سبتمبر 1969 و1972 بتمويل من تلفزيون الكويت. بثت هذه الخدمة الأولية إلى دبي والشارقة وعجمان، مع الحصول على غالبية المحتوى من الكويت، بالإضافة إلى نشرات الأخبار المحلية. بعد إطلاق تلفزيون دبي، أغلقت هذه الخدمة في ديسمبر 1972. كان حبيب الرضا مدير هذه الخدمة الأولى، الذي عُين لاحقًا وكيلًا مساعدًا لوزارة الإعلام والثقافة في الإمارات الشمالية حتى عام 2003، عندما توفي.

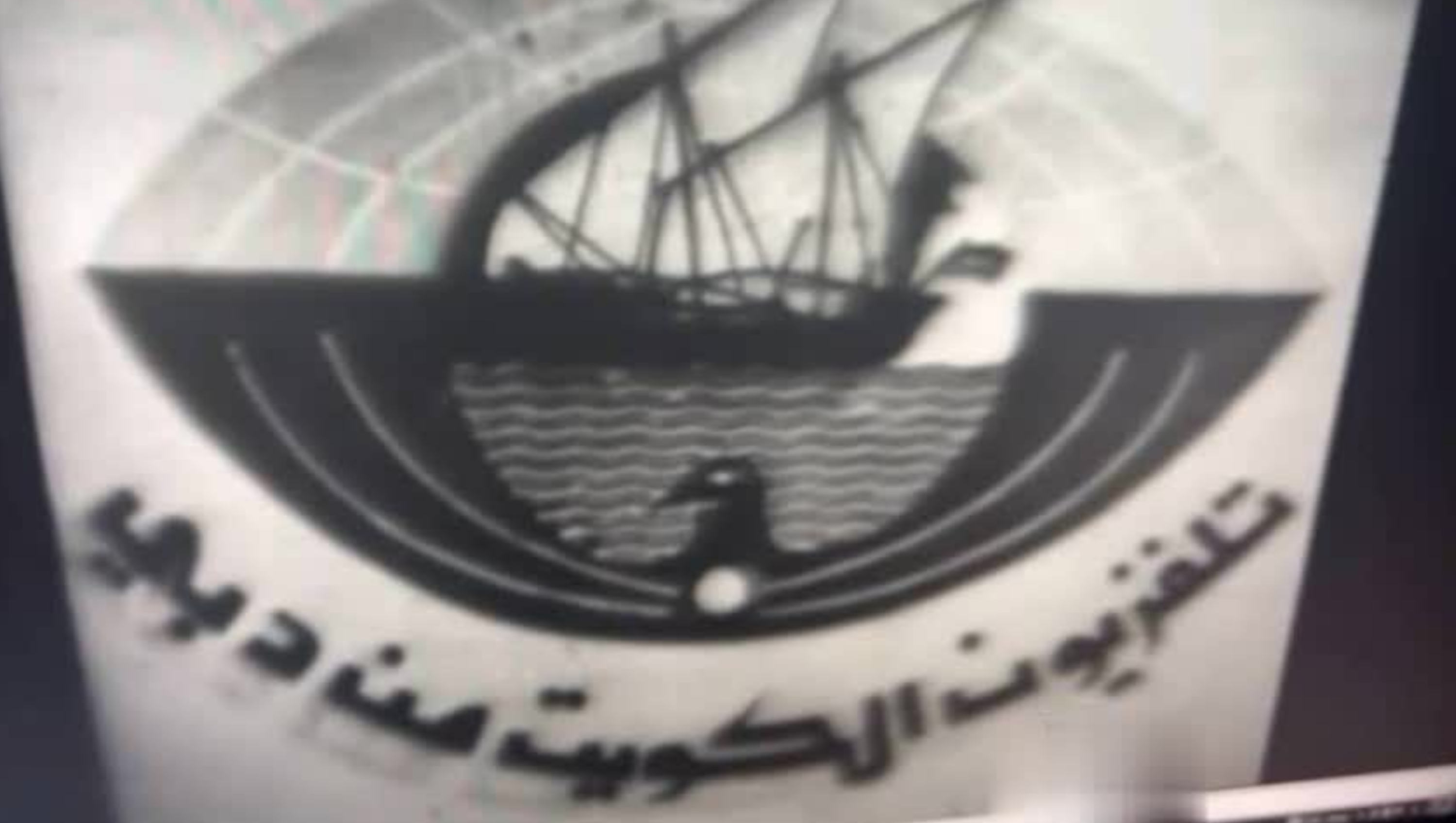
شريحة ثابتة من تلفزيون الكويت من دبي (1969-1972)

بعد تلك الأحداث، الخدمة المحلية الجديدة بدأت بثًا تجريبيًا بالألوان عام 1970، حيث أصبحت منتظمة في 21 فبراير 1971، البث على VHF القناة 2، بقوة إشعاع فعالة تبلغ 25 كيلو وات، وتبث من الساعة 6 مساء حتى 12:30 صباحا يوميا. وفي عام 1976، أنشأت محطة ترحيل في جبل حاتا جبل على قناة UHF 41. تم بناء جهاز الإرسال بواسطة ماركوني. و تم توقيع مذكرة تفاهم مع روبرت مردوخ ستار تي في عام 1994، مما أتاح مشاهدة الخدمة الدولية لإي دي تي فيي في كل من جنوب آسيا وأستراليا، للمغتربين العرب في هذه المناطق. و تم العمل على ترتيب التعاون التلفزيوني مدفوع بين الشركتين.
بدأ القناة البث عبر الأقمار الصناعية في عام 1995م باستخدام القمر الصناعي الأصلي Hot Bird. في عام 2004م ، تغيرت هويتها بشكل كامل وأصبحت تعرف الآن باسم تلفزيون دبي وهي جزء من مؤسسة دبي للإعلام.
كانت قناة دبي الإماراتية تبث برامجها محلياً في البداية على ترددين: الأول أبقى برمجة القناة مفتوحة طوال اليوم، بينما تم تحويل التردد الآخر بشكل مجاور لصالح برمجة القناة 33 باللغة الإنجليزية لمدة 12 ساعة تبدأ في الساعة 4:00 مساءً، ثم تمتد إلى الساعة 2:00 مساءً بتوقيت الإمارات العربية المتحدة.